# Hyundai ix20
Хјундаи ix20 (Hyundai ix20) је аутомобил који производи јужнокорејска фабрика аутомобила Хјундаи. Производи се од 2010. године.

## Историјат
Са активним развојем аутомобила у сегменту малих градских кросовера, јужнокорејски произвођач аутомобила Хјундаи је не желећи да пропусти ниједан нови сегмент тржишта, почео да ради на оваквом аутомобилу. Хјундаи ix20 је минивен возило, које је први пут представљено на салону аутомобила у Паризу 2010. године. ix20 је заснован на платформи коју користе и модели Хјундаи i20, Кија венга и Кија соул. Међутим, ix20 се значајно разликује од модела i20, како по питању унутрашњости тако и спољашњости.
ix20 је дизајниран и развијен у Хјундаијевом истраживачко-развојном центру у Риселсхајму у Немачкој и направљен у складу с новим дизајнерским правцем компаније fluidic sculpture. Овај дизајнерски концепт се базира на четири кључна аспекта: динамичност, софистицираност, елеганција и самоувереност. Модел ix20 се производи у Хјундаијевој фабрици у на истоку Чешке Републике у месту Ношовице и намењен је само за европско тржиште.
Возило дужине 4100 мм одликује необично велико међуосовинско растојање од 2615 мм и 1600 мм висина крова. Ове димензије, као и друга конструкцијска решења омогућавају велику пространост у путничком простору. Унутрашњи простор је дизајниран са циљем да се обезбеди велики простор за ноге и главе путника, без смањења пртљажног простора.
ix20 користи и најновије технологије активе и пасивне безбедности како би постигао максималну заштиту путника. Поред познатих система активне безбедности ESP и ABS, ix20 се одликује и системом HAC (Hillstart Assist Control), системом који спречава кретање аутомобила уназад на узбрдици. На Euro NCAP креш тестовима ix20 је 2011. године добио максималних пет звездица за безбедност.
На салону аутомобила у Женеви 2015. године представљен је редизајн модела ix20. Добија нове фарове, маску хладњака, ЛЕД светла, 15 инчне алу-фелне, старт-стоп систем, шестобрзински аутоматски мењач, као и унапређене моторе.
У понуди су бензински мотори од 1.4 (90 КС), 1.6 (125 КС) и дизел мотори од 1.4 CRDi (77 и 90 КС) и 1.6 CRDi (115 и 128 КС).